# Schamal al-Batina
Schamal al-Batina (arabisch شمال الباطنة, DMG Šamāl al-Bāṭina ‚Nord-al-Batina‘) ist eines der elf Gouvernements Omans. Es entstand am 28. Oktober 2011 durch Zweiteilung des Gouvernements al-Batina in Schamal al-Batina (Nord) und Dschanub al-Batina (Süd).
Die Region Schamal al-Batina ist 7899,33 km² groß, umfasst 6 Wilayat und hatte zur Volkszählung im Jahre 2010 483.582 Einwohner. Die Wilayat sind: al-Chabura, as-Suwaiq, Liwa, Saham, Schinas und die Hauptstadt Suhar.

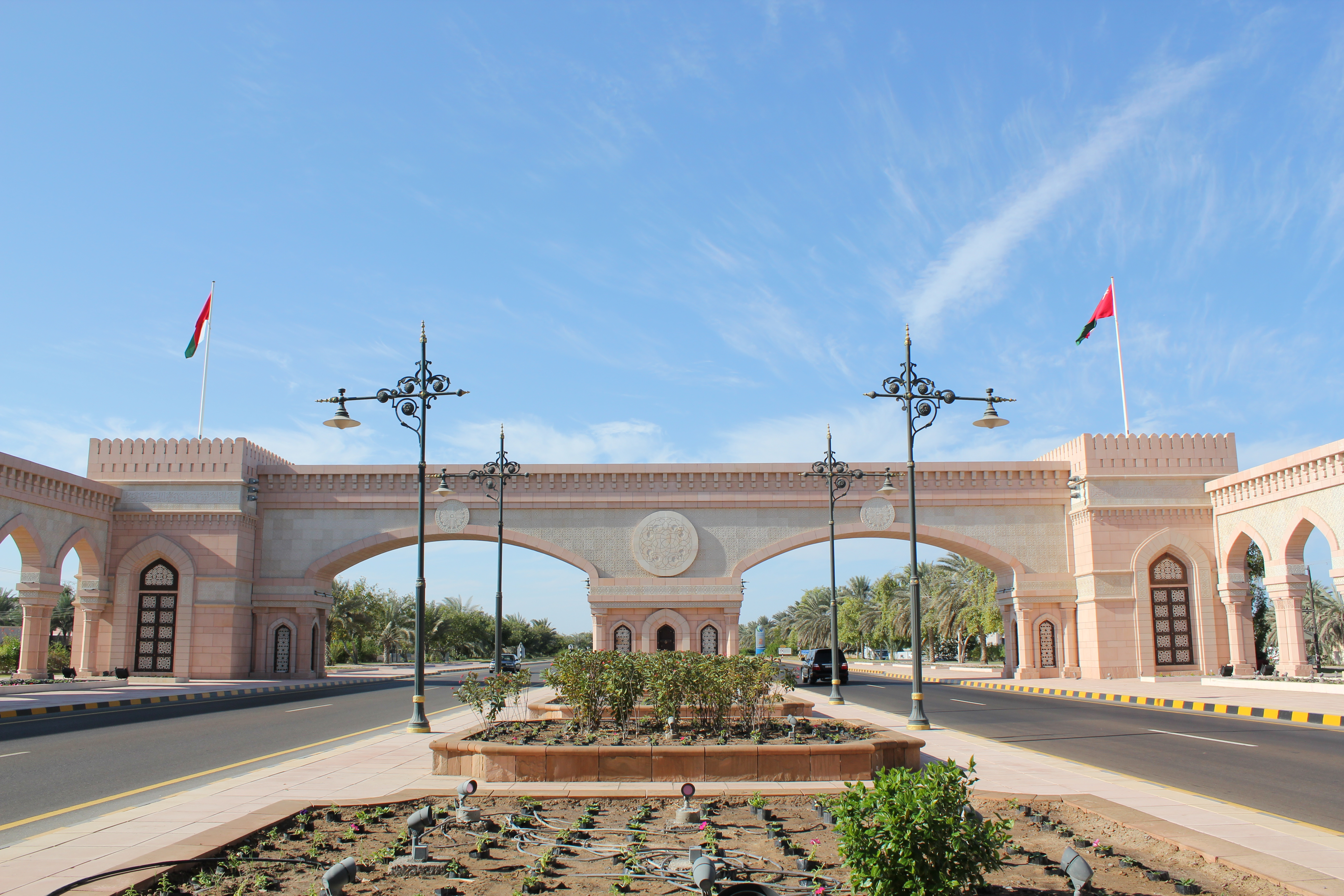
Stadteinfahrt von Suhar

## Geographische Lage
| Buraimi   | Vereinigte Arabische Emirate (Emirat Schardscha) | Golf von Oman      |
| Buraimi   | Kompassrose, die auf Nachbargemeinden zeigt      | Golf von Oman      |
| az-Zahira | Dschanub al-Batina                               | Dschanub al-Batina |